# Scrobigera taeniata
Scrobigera taeniata là một loài bướm đêm trong họ Noctuidae.